# Sicasso (região)
Sicasso (em francês: Sikasso) é uma região do Mali. Sua capital é a cidade de Sicasso.

## Circunscrições

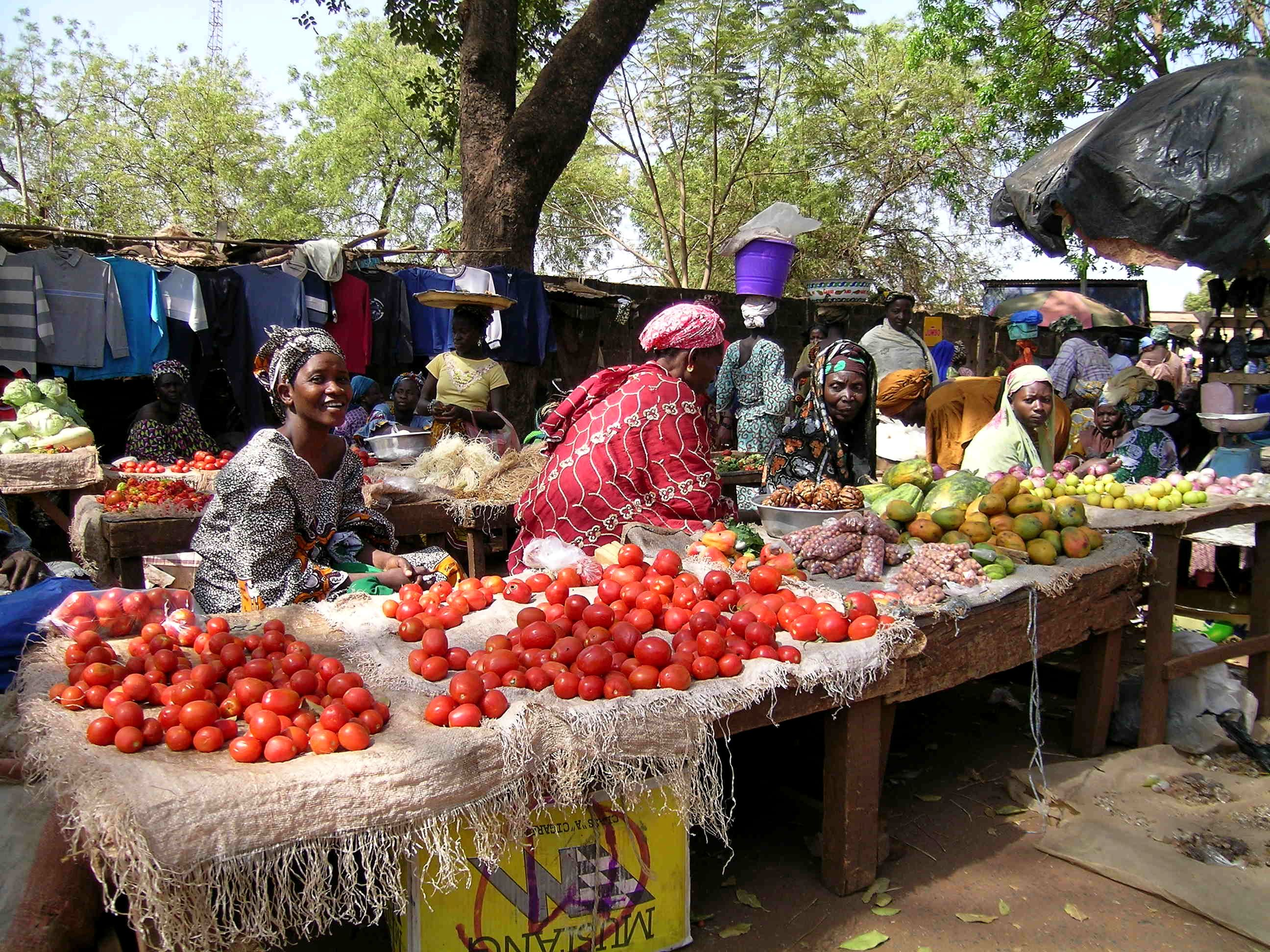
Mercado de Sikasso

- Buguni
- Cadiolo
- Colondieba
- Cutiala
- Ianfolila
- Iorosso
- Sicasso